# Zhuangtou (köpinghuvudort i Kina, Shaanxi, lat 34,26, long 108,45)
Zhuangtou (kinesiska: 庄头, 庄头镇) är en köpinghuvudort i Kina. Den ligger i provinsen Shaanxi, i den nordvästra delen av landet, omkring 41 kilometer väster om provinshuvudstaden Xi'an. Antalet invånare är 28 993. Befolkningen består av 13 957 kvinnor och 15 036 män. Barn under 15 år utgör 17,0 %, vuxna 15-64 år 73 %, och äldre över 65 år 9,0 %.
Runt Zhuangtou är det tätbefolkat, med 442 invånare per kvadratkilometer. Närmaste större samhälle är Zhongnan, 14,9 km sydväst om Zhuangtou. Trakten runt Zhuangtou består till största delen av jordbruksmark.
Genomsnittlig årsnederbörd är 669 millimeter. Den regnigaste månaden är september, med i genomsnitt 149 mm nederbörd, och den torraste är december, med 1 mm nederbörd.